# Carmel Valley
Carmel Valley es una comunidad residencial adinerada en el noroeste de la ciudad de San Diego, California, EE. UU. La comunidad está compuesta por oficinas comerciales, unidades residenciales, hoteles de lujo, tiendas minoristas y restaurantes prestigiosos. Muchas personas se confunden con Carmel Valley (Carmel Valley Village), California, una comunidad del Norte de California junto con Carmel-by-the-Sea conocida por hacer vinos.

## Historia
Carmel Valley es uno de los barrios residenciales más nuevos de la ciudad de San Diego, California. La comunidad planeada formada por la ciudad de San Diego el 1 de febrero de 1975, pero se inició a construir en 1983. El nombre de Carmel Valley viene de las Hermanas Carmelitas de Misericorcia, que establecieron una granja lechera y un monasterio en el área alrededor de 1905. Aunque el área el área ya era conocido por los residentes como Carmel Valley, en 1974 se le dio al área el nombre institucional de  "North City West".  El nombre "Carmel Valley" fue reportado a inicios de 1990.

## Geografía
Carmel Valley limita al norte por North City Future Urbanizing Area (NCFUA) y Pacific Highlands Ranch; al sur por Los Peñasquitos Canyon Preserve y Torrey Hills; al este por Pacific Highlands Ranch y Del Mar Mesa; y al oeste por la Interestatal 5 y Torrey Pines.

## Demografía
Según las estimaciones de la oficina del Asesor del Condado de San Diego para 2006, había 42 047 residiendo en el barrio, en la cual hubo un incremento del 49,2% desde el 2000. La demografía del barrio era de 70,6% blanco, 18,0% asiáticos e isleños del pacífico, 7,0% hispanos, 3,4% de otras razas, 0,89% afroamericanos, y 0,001% amerindios.
El barrio es diverso en cuanto a edades con el 30,2% siendo menores de 18 años y el 6,5% mayores de 65 años. La edad media era de 36,6. El barrio cuenta con 2,7 personas por hogar. Los ingresos medios de los hogares fue de $ 120.886, el 17,8% de los hogares de $ 200.000 o más y el 12,3% con $ 30.000 o menos.

## Residentes famosos
Eriq Wities vivió en Carmel Valley desde 1995 hasta el 2002 después de que se fuese y nunca regresara.

## Educación
Carmel Valley tiene una extraña simultaneidad en los distintos distritos escolares. Para las escuelas primarias, la sección norte es parte del Distrito Escolar de Solana Beach (K-6). La sección sur es controlada por el Distrito Escolar de Del Mar Union (K-6). Cubriendo toda la comunidad, el Distrito Escolar San Dieguito Union High School gestiona las escuelas primarias y las secundarias. Algunos residentes de Carmel Valley van a las escuelas en las comunidades vecinas de Pacific Highlands Ranch, Torrey Hills y Torrey Pines.

### Escuelas elementales
- Ashley Falls (Del Mar Union School District)
- Carmel Creek (Solana Beach School District)
- Carmel Del Mar (Del Mar Union School District)
- Del Mar Pines (Private nonsectarian)
- Ocean Air (Del Mar Union School District)
- Sage Canyon (Del Mar Union School District)
- Solana Highlands (Solana Beach School District)
- Solana Pacific (Solana Beach School District)
- Sycamore Ridge (Del Mar Union School District)
- Torrey Hills (Del Mar Union School District)

### Escuelas primarias
- Carmel Valley Middle (San Dieguito Union High School District)

### Escuelas secundarias
- Torrey Pines (San Dieguito Union High School District)
- Canyon Crest Academy (San Dieguito Union High School District)
- Cathedral Catholic High School (Privada)

### Kinder hasta el 8.º grado
- Notre Dame Academy (Católica)

### Kínder hasta el 12.º grado
- San Diego Jewish Academy (Judía)

### Colegios y universidades
- University of Phoenix, 11682 El Camino Real, (800) 473-4346

## Economía
Las compañías que tienen oficinas en este barrio incluye a Oracle Corporation, US Bank, Scripps Health, Fish & Richardson, Morrison & Foerster, y The Allen Group. La sede de Neurocrine Biosciences está localizado en este barrio.